# Stefan George
Stefan Anton George (* 12. července 1868 Büdesheim (nyní součástí města Bingen nad Rýnem) – 4. prosince 1933 Minusio u Locarna) byl německý básník, editor a překladatel spjatý se symbolismem a l'art pour l'art, od nichž se společně se skupinou následovníků (tzv. George-Kreis) postupně odvracel ve prospěch myšlenek konzervativní revoluce.

## Život
Narodil se v malém městě Bingen v Porýní. Nějaký čas strávil v Paříži, kde patřil mezi spisovatele a umělce, kteří se účastnili úterních večírků pořádaných francouzským básníkem Stéphanem Mallarmém. Poezii začal publikovat v roce 1890, ve svých dvaceti dvou letech. George založil a redigoval významný literární časopis Blätter für die Kunst. Byl také v centru dění vlivného elitářského literárně-akademického kroužku (George-Kreis), do něhož patřilo mnoho význačných mladých spisovatelů či kritiků (např. Friedrich Gundolf, Ludwig Klages, Claus Schenk von Stauffenberg). Kromě kulturních zájmů se kroužek zabýval i mystickými a politickými tématy.
V roce 1914 na začátku světové války předpověděl, že Německo špatně skončí, a roku 1916 napsal pesimistickou báseň Der Krieg (Válka).
V roce 1933 po nacistickém převzetí moci mu Joseph Goebbels nabídl předsednictví v nové akademii umění, které odmítl. Nezúčastnil se ani oslav svých 65. narozenin a místo toho odjel do Švýcarska, kde zemřel v blízkosti Locarna. Po smrti bylo jeho tělo pohřbeno předtím, než na obřad dorazila delegace nacistické vlády.

## Dílo
- 1890: Hymnen
- 1891: Pilgerfahrten
- 1892: Algabal (název odkazuje na římského císaře Heliogabala)
- 1897: Das Jahr der SeeleHrob Stefana Georgeho, (Friedhof von Minusio, Bezirk Locarno, Kanton Tessin, Švýcarsko)
- 1899: Teppich des Lebens

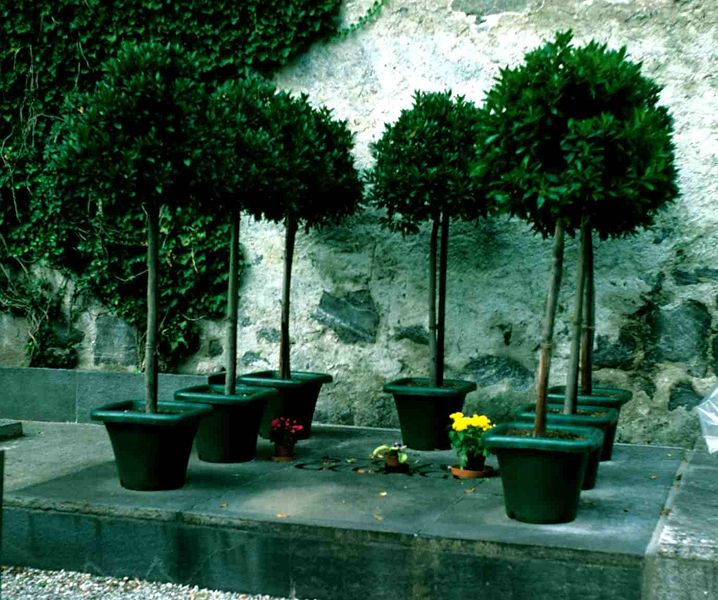
Hrob Stefana Georgeho, (Friedhof von Minusio, Bezirk Locarno, Kanton Tessin, Švýcarsko)

- 1900: Hymnen, Pilgerfahrten a Algabal - první vydaný svazek básní (Berlin: Georg Bondi) dostupný veřejnosti
- 1901: Die Fibel
- 1903: Tage und Taten
- 1907: Der siebente Ring
- 1913: Der Stern des Bundes
- 1917: Der Krieg
- 1928: Das neue Reich

## Překlady
Překládal do němčiny z italštiny, angličtiny a francouzštiny (viz básnická sbírka 'Die Blumen des Bösen (1901)', tj. Květy zla od Ch. Baudelaira).

## Fotogalerie

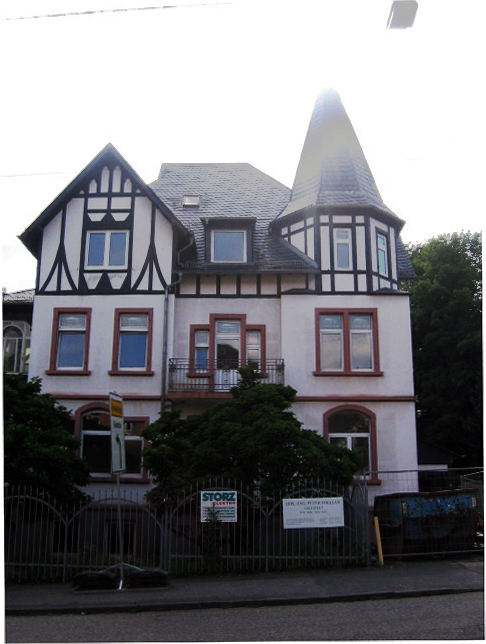
Dům, v kterém pobýval se svými sourozenci ( Königstein im Taunus, Limburger Str. 19, Hesensko)
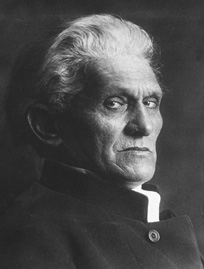
Stefan George (1868-1933)
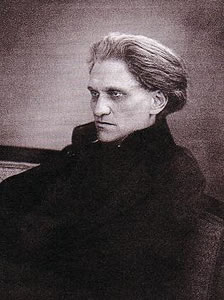
Stefan George (1868-1933)
- Dílo S. Georga 'Der siebente Ring'
- Dílo 'Der Krieg. Dichtungen von S. George' (1917)